# Myčka nádobí

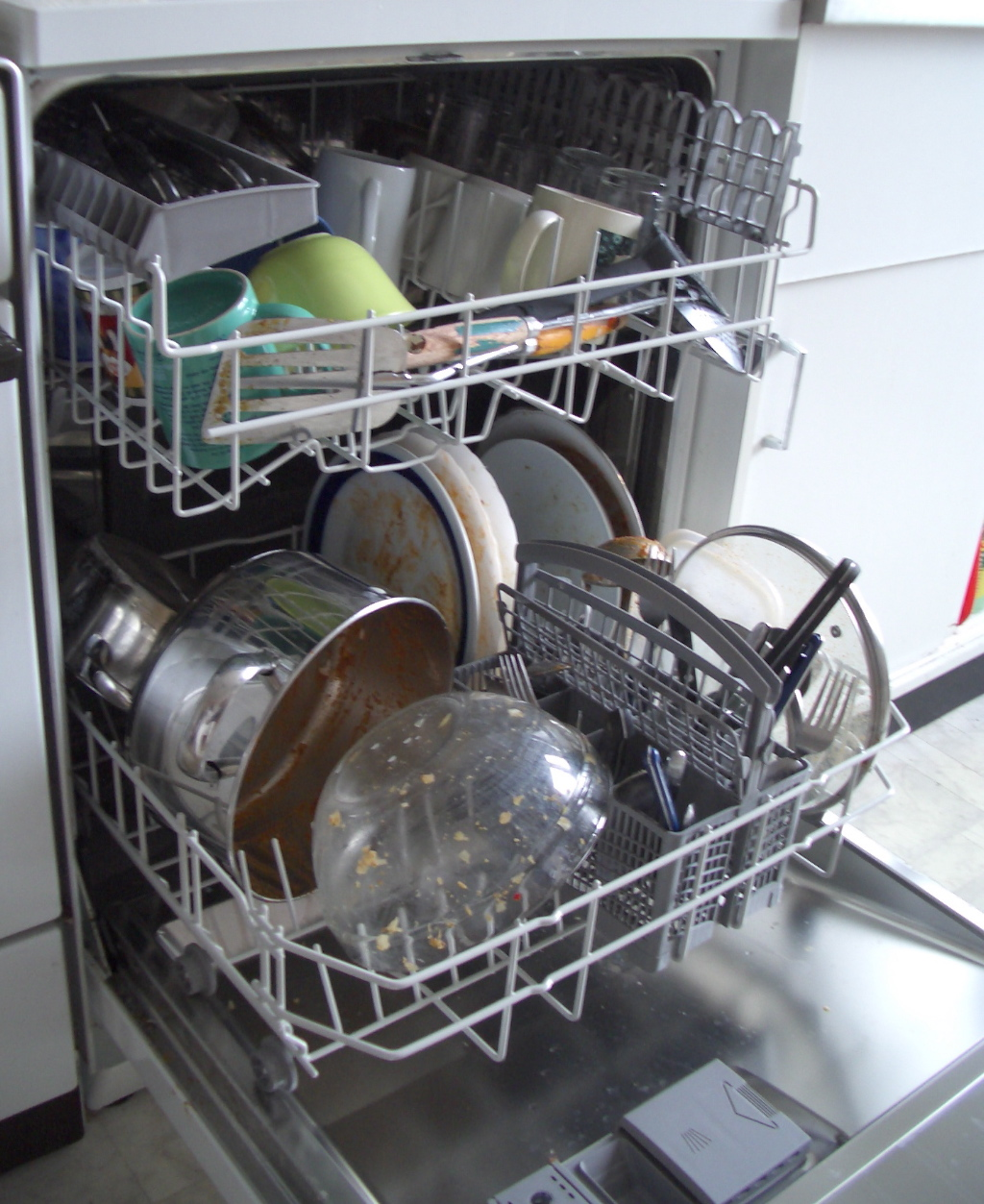
Vestavná myčka nádobí

Myčka nádobí je zařízení pro mytí nádobí. Nacházejí se jak v restauracích, tak v domácnostech. Myčka nádobí je připojena na vodovod, odpad a elektřinu.

## Princip
Na rozdíl od ručního mytí nádobí, které z velké části závisí na ručním kartáčování, je fyzicky méně náročné. Myčky nádobí čistí pomocí proudu horké rozprašované a rozstřikující vody se saponátem a tím jsou rozpouštěny a smývány nečistoty z nádobí. Poté je nádobí několikrát opláchnuto, takto se odplaví zbytky nečistot a mycího prostředku. Nakonec je odčerpána voda a nádobí se suší. Princip mytí nádobí v myčce tedy neumožňuje mýt s menším množstvím vody a saponátu při menším množství nádobí. Výhodou je, že neexistuje žádný kontakt s lidmi v průběhu procesu mytí a lze tak použít silnější koncentrace účinných látek a vyšší teplotu vody, což by nebylo u ručního mytí možné. Navíc tím odpadají dermatologické problémy s vlivem saponátu na kůži. Podle studie z roku 2020 zveřejněné v Environmental Research Communications může být spotřeba vody v myčce o více než polovinu nižší, než při ručním myti. Myčky produkují mikroplasty a to tím více, čím se volí intenzivnější program.

## Jak myčka pracuje
U nejdelších programů je nádobí v myčce předmyté, umyté, opláchnuté, vyleštěné i usušené. Nečistota se čistí strháváním proudem vody o vysoké rychlosti, který tryská z otočného ramene. Voda o teplotě 40 °C až 70 °C je ohřívána průtokovým ohřívačem, nebo odporovým tělesem.
U předmývání se voda ohřívá na nízký stupeň a pro hlavní mytí jsou od výrobce dané programy o různých teplotách. Mycí prostředek se do nádobí dostává z různých částí násypky, která bývá rozdělena dle účelu (předmytí, hlavní mytí). Oplach je prováděn několika cykly s využitím studené i horké vody.
Cyklus zakončuje sušení, které se spouští po vyčerpání veškeré vody z myčky. U dnešních typů myček se setkáváme s tzv. nuceným sušením, při kterém vzduch za pomocí vestavěné turbíny cirkuluje a kondenzuje, případně je promícháván se vzduchem studeným. Nad rámec běžné kondenzace se používají principy pro lepší výsledek sušení:
- přídavná funkce delšího sušení - jde o volitelnou funkce k hlavnímu programu, která jednoduše suší běžným způsobem o pár desítek minut déle
- otevření dvířek po dosušení - horká pára tak odchází a bokem pootevřených dvířek se nasává studený vzduch z okolí a komínovým efektem dochází k dosušení
- aktivní proudění vzduchu - ventilátor aktivně prohání vzduch v myčce
- separace vlhkosti pomocí minerálů - vlhká pára je prohnána komorou s malými kuličkami minerálu (například Zeolit), který nasaje vlhkost a dál propustí horký suchý vzduch, který je pak vypuštěn zpět do myčky, kde suší.

## Funkce myčky
Novější myčky jsou vybaveny několika programy, které jsou rozděleny nejen podle teploty vody, ale také podle zaměření — můžete tak například využít program Bio či Eko. U vyšších modelů myček se zpravidla setkáte se systémy Senzorlogic či Fuzzy kontrol, Fuzzy logic, Šestý smysl, Automatic, které samy rozpoznají naplněnost myčky, druh nádobí, stupeň jeho zanesení, rychlost ohřevu vody a množství ztečené vody z nádobí, což jsou parametry, podle kterých pak automaticky zhodnotí potřebný způsob umytí.
Myčky nádobí musí obsahovat systém proti vytopení (Aqua kontrol, Aqua stop, Aqua alarm, Water stop, Watersafe atd.), pracující většinou na principu zastavení přívodu vody do myčky a případnému zadržení vyteklé vody. Vyšší třída myček umožňuje pomocí funkce Multizone mytí pouze jednoho koše při polovičním množství nádobí. K praktickým funkcím pak můžeme zařadit i odložený start a například při sušení nádobí pak systémy jako Jet Dry, Turbo-Dry atd., které zaručí proudění vzduchu v prostoru a zajistí kondenzaci vlhkosti, čímž se zvýší účinnost sušení. Lepší myčky mají i detekci otáčení sprchovacích ramen, akusticky upozorní na jeho zastavení.
Některé myčky lze připojit do chytré domácnosti a přes mobilní aplikaci ji ovládat na dálku (spouštět, prodlužovat mytí). Aplikace může posílat notifikace při dokončení mytí, anebo když dochází mycí prostředky.

## Energetický štítek a spotřeba
Myčky prodávané na území EU musí být opatřeny energetickým štítkem, ze kterého spotřebitel vyčte roční spotřebu elektřiny i vody pro 280 mycích cyklů, třídu účinnosti sušení, kapacitu sad nádobí a hlučnost.
Stávající harmonizované standardy EU mají nedostatky:
- měření se vztahuje k eco programu, který je použit jen v 18% případů a
- myčky nádobí by mohly spotřebovávat o 6 % až 73 % energie více, pokud se budou používat jiné programy.

Tyto nedostatky by mohly být vyřešeny novými energetickými štítky platnými od 1. března 2020, které mají vylepšenou metodiku měření, upravenou škálu hodnocení energetické úspornosti, změněný výpočet spotřeby energií a přidánu délku trvání eco programu.
Na trhu se běžně prodávají myčky s energetickou účinností A+++, A++ a A+. Rozdíl ve spotřebě mezi A+++ a A+ je cca 500 Kč ročně.

## Historie
První zprávy o mechanickém mytí nádobí jsou z roku 1850. Joel Houghton si patentoval myčku, která byla ovšem stále poháněna ručně za pomoci kliky. První motorem poháněná myčka nádobí vznikla v americkém státě Illinois roku 1886. Vynalezla ji Josephine Cochranová. Ta byla poměrně bohatou vnučkou Johna Fitche, vynálezce parníku a vadilo jí časté a zdlouhavé mytí nádobí po večírcích, které pořádala. Její myčka měla horizontálně uložené kolo, na které se pomocí drátěného držáku připevňovalo nádobí. Kolo rozstřikovalo vodu se saponátem a ta myla nádobí. V roce 1924 William Howard Livens vymyslel malou myčku nádobí, která byla vhodná pro domácí použití. Ta už byla daleko více podobná současným myčkám a měla mnoho funkcí, včetně předních dveří pro nakládání, drátěného stojanu pro držení nádobí a rotační rozstřikovač.

## Typy myček
- Úzká — rozměry: 45 × 60 × 85 cm na 8 až 11 sad nádobí

výhody: menší rozměry, mírně menší spotřeba (daná tím, že se myje méně sad nádobí), levnější, všechny funkce jako klasická
nevýhody: problémy při mytí větších kousků nádobí (jeden nebo maximálně dva hrnce k běžnému drobnějšímu nádobí), u početnějších rodin nutnost častějšího používání, třeba i několikrát denně
- Klasická — rozměry: 60 × 60 × 85 cm na 12 až 16 sad nádobí

výhody: pohodlné mytí větších kusů nádobí (např. velké hrnce, plechy a pekáče), zpravidla nejlepší poměr spotřeby vody a energie, vhodná pro domácnost s třemi a více členy
nevýhody: větší nároky na prostor (šířka 60 cm), pro optimální využití je nutné ji naplnit na maximální počet sad nádobí - tj. podle štítku 12 až 16 sad
- Malá stolní myčka — rozměry: 55 × 45 × 45 cm na 4 sady nádobí

výhody: skladná, malé rozměry, dá se postavit na kuchyňskou linku, levnější, menší spotřeba
nevýhody: určena maximálně na čtyři sady nádobí, větší hrnec či plech se do ní nevejde. Nedosahuje sice nejlepších parametrů ekonomiky provozu, ale i tak je úspornější než ruční mytí nádobí ve dřezu, vhodná spíše pro kancelářské využití.

## Údržba myčky
Pro delší životnost myčky a pro kvalitní mytí je potřeba provádět pravidelné čištění v souladu s návodem na použití.
Důležité je, abyste po každém mytí vyčistili filtry. Při odstraňování filtru dávejte pozor na to, aby se případné zbytky jídla nedostaly do čerpadla a nezablokovaly ho. Občas také zkontrolujte vstřikovací trysky a filtr na kohoutku a dle potřeby je vyčistěte. Pouze pečlivě vyčištěné filtry a vstřikovací trysky budou prokazovat dobré účinky mytí. Zbytky kyselých potravin mohou reagovat s vodou nebo mycím přípravkem a podílet se tak na vzniku koroze.

## Tablety a čisticí prostředky
Tablety a čisticí prostředky tvoří nutné příslušenství pro myčky nádobí. Některé myčky jsou uzpůsobeny všem druhům tablet, které jsou dostupné na trhu (2in1, 3in1, 4in1, all-in-1), podle toho jaké tablety tedy hodláte používat, musíte také volit myčku, která je schopná tablety plně využít a dobře zpracovat. Jestliže se rozhodnete pro tablety 4in1 není dobré si pořídit myčku, která je uzpůsobena pro tablety nižší. Pokud nepoužijete tablety, ale mycí prášky, pak využijte zásobníků, které zaručí, že mycí prostředek je vhodně uvolňován během programu mytí. Zásobníky jsou většinou dělené pro prášek na předmývání (pokud nemáte k dispozici dělený zásobník, nasypejte prášek pro předmytí rovnou do myčky) a prášek pro hlavní mytí, a zároveň sdružené se zásobníkem leštidla.
Typická náplň vody, ve které se tableta rozpustí je 3-4 l vody.

### Změkčování vody
Prakticky všechny myčky změkčují napouštěnou vodu průchodem přes Ionex filtr. K jeho regeneraci se využívá sůl, ve zvláštním zásobníku. Typické řešení regenerace využívá zásobník vody na boku myčky, který se naplní při prvním napouštění vody do myčky, přepadem z něj voda pokračuje do mycí vany. Při poslední fázi sušení, se otevře solenoidový ventil, a zadržená voda vyplaví sůl ze zásobníku soli do ionexového filtru kde sůl působí až do dalšího mycího cyklu. U myček bez sušení proudem vzduchu zásobník zároveň při sušení ochlazuje stěnu mycí vany, a tím podporuje sušení nádobí.